# 孫瑾
孫 瑾（そん きん、生没年不詳）は、中国の三国時代・西晋の人物。揚州呉郡富春県の人。

## 事績
呉の最後の皇帝孫皓の嫡子。宝鼎4年（269年）正月に皇太子に立てられた。
天紀4年（280年）3月、孫皓は呉に侵攻してきた西晋の王濬に対し、孫瑾ら21人を伴い、亡国の礼をもって降伏した（呉の滅亡 (三国)）。4月、孫晧は帰命侯に封じられ、孫瑾は中郎の官を授けられた。